# Abano Terme
Abano Terme, tidigare Abano Bagni, är en stad och kommun i provinsen Padova i regionen Veneto i Italien, ca 10 km från Padua. Kommunen hade 20 245 invånare (2018). SWtaden är känd för sina varma, svavelhaltiga källor, de hetaste i Europa. Temperaturen uppgår till ca 85 °C. De var av romarna kända och besökta under namnen Aquae Aponi och Aquae Patavinae. I staden föddes Pietro d'Abano.